# 러브 더 쿠퍼스
《러브 더 쿠퍼스》(영어: Love the Coopers, 영국과 아일랜드에서는 Christmas with the Coopers로 개봉)는 2015년에 개봉한 미국의 크리스마스 코미디 드라마 영화이다. 제시 넬슨이 감독하고, 스티븐 로저스가 각본을 썼다. 앨런 아킨, 존 굿맨, 다이앤 키턴, 에드 헬름스, 제이크 레이시, 앤서니 매키, 어맨다 사이프레드, 준 스퀴브, 머리사 토메이, 올리비아 와일드가 앙상블 캐스트로 출연하며, 크리스마스 휴일을 맞아 재결합하는 가족을 그린다.
이 영화는 2015년 11월 13일 라이언스게이트 배급으로 개봉되었다. 대체로 엇갈리는 평가를 받았으며, 총 흥행 수익은 4,200만 달러를 벌어들였다.

## 줄거리
4대에 걸친 쿠퍼 가족은 해마다 크리스마스 이브를 축하하기 위해 모임을 갖는다. 평화롭게 이어지던 파티는 예기치 못한 방문객들과 사건들이 들이닥치면서 한바탕 난장판이 된다.

## 출연
- 스티브 마틴 - 해설/개 래그스 목소리 역
- 다이앤 키턴 - 샬럿 쿠퍼 역
  - 퀸 매콜건 - 어린 샬럿 (12-14세) 역
  - 페얼리스 래소어 - 8년 후 노년 샬럿 역
- 존 굿맨 - 샘 쿠퍼 역
  - M.R. 윌슨 - 어린 샘 역
- 앨런 아킨 - 버키 뉴포트 역
- 에드 헬름스 - 행크 쿠퍼 역
  - 필립 잭 - 어린 행크 역
- 머리사 토메이 - 에마 뉴포트 역
  - 로리 윌슨 - 어린 에마 역
- 어맨다 사이프레드 - 루비 베일리 역
  - 소피 게스트 - 어린 루비 역
- 올리비아 와일드 - 엘리너 쿠퍼 역
- 제이크 레이시 - 조 베일리 역
- 준 스퀴브 - 피시 이모 역
- 앨릭스 보스틴 - 앤지 역
- 앤서니 매키 - 퍼시 윌리엄스 경관 역
- 얼리샤 밸런타인 - 준 역
- 블레이크 바움가트너 - 매디슨 쿠퍼 역
- 티모테 샬라메 - 찰리, 샬럿과 샘의 손자 역
- 맥스웰 심킨스 - 보 역
- 존 테니 - 모리시 의사 역
- 댄 앰보이어 - 제이크 역
- 몰리 고든 - 로런 헤슬버그 역
- 케이디 허프먼 - 선물 가게 점원 역

## 같이 보기
- 크리스마스 영화 목록